# Klaverblauwtje
Het klaverblauwtje (Cyaniris semiargus) is een vlinder uit de familie Lycaenidae (kleine pages, vuurvlinders en blauwtjes). De soort komt voor in een groot deel van het Palearctisch gebied, tot voorbij de poolcirkel.

## Kenmerken
Er is sprake van seksuele dimorfie; de mannetjes hebben diepblauwe vleugels met zwarte randen en de vrouwtjes bruine vleugels. De spanwijdte is 28 tot 34 millimeter. De soort overwintert als halfwassen rups in de strooisellaag.

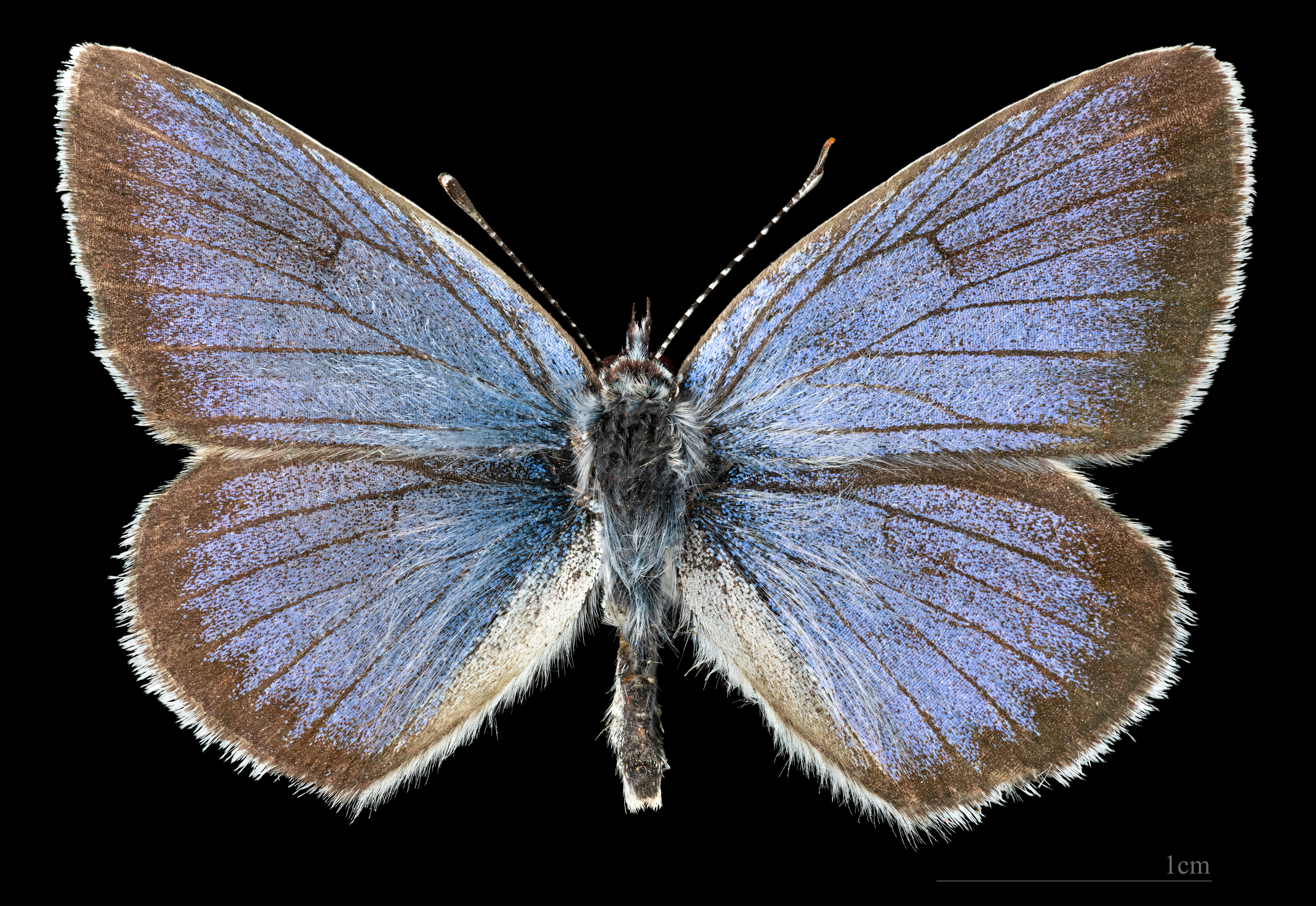
Cyaniris semiargus ♂
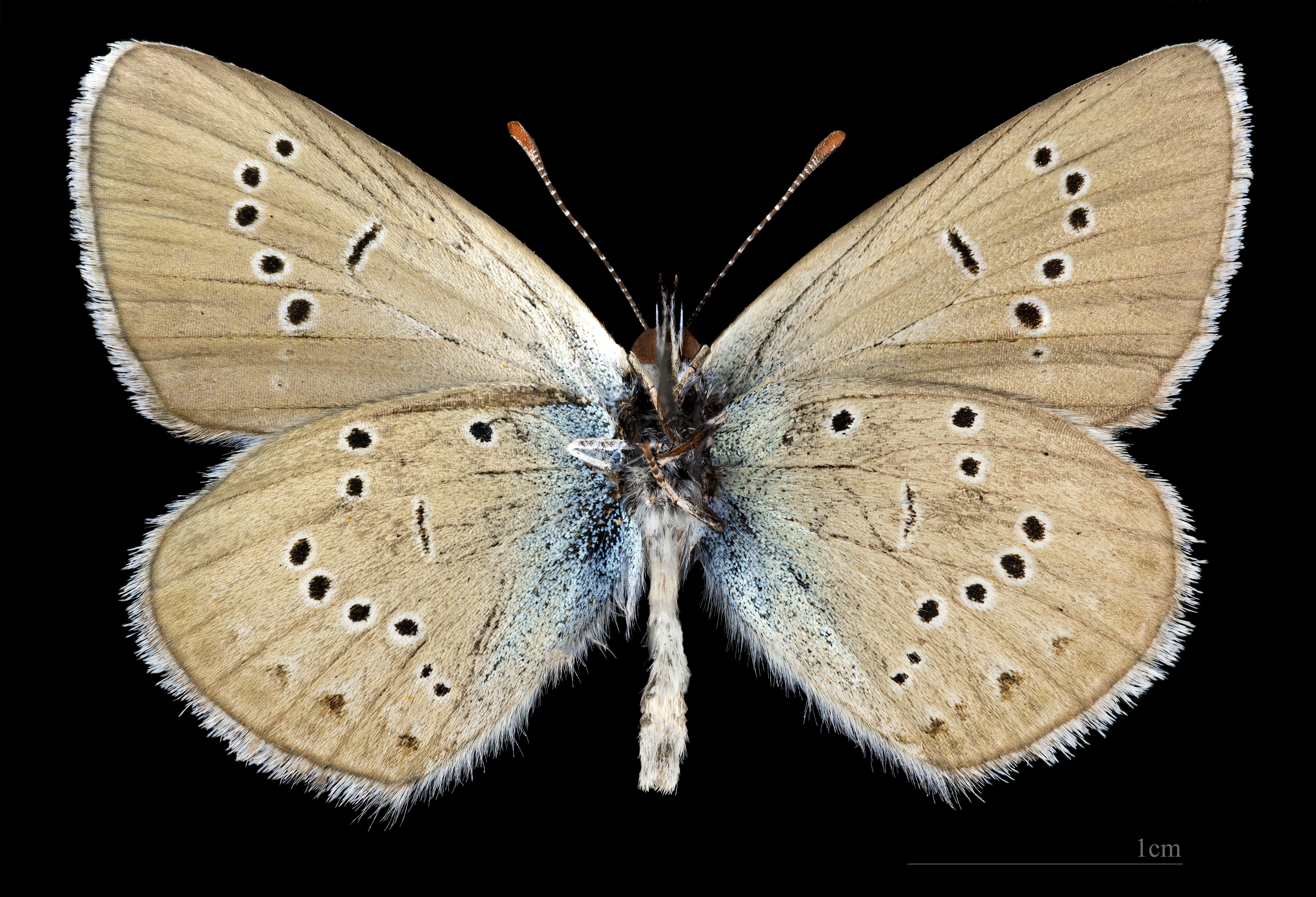
Cyaniris semiargus ♂  △

## Waardplanten en habitat
Het klaverblauwtje heeft rode klaver als waardplant, heeft een voorkeur voor tamelijk schrale bloemrijke graslanden en kan tot op 2200 meter worden waargenomen.

## Voorkomen in Nederland en België
In Nederland staat het klaverblauwtje op de rode lijst als verdwenen, al worden zwervers en zelfs tijdelijke populaties gezien, met name in Limburg. Ook in België is de vlinder schaars, en komt voornamelijk nog lokaal voor in het zuiden. De soort staat op de Vlaamse en Waalse rode lijsten. De vliegtijd is van begin mei tot in september in twee generaties. In enkele gevallen is er een derde generatie tot in oktober.

## Synoniemen
- Papilio acis Denis & Schiffermüller, 1775 non Papilio acis Drury, 1773
- Papilio argiolus Fuessly, 1775
- Papilio argopoeus Bergsträsser, 1779
- Papilio byze Bergsträsser, 1779
- Papilio byzene Bergsträsser, 1779
- Papilio damoetas Bergsträsser, 1779
- Polyommatus cimon Lewin, 1795
- Cyaniris argianus Dalman, 1816
- Lycaena acis var. aetnaea Zeller, 1847
- Lycaena semiargus salassorum Fruhstorfer, 1910
- Glaucolinea xingana Wang & Rehn, 1999

## Ondersoorten
- Cyaniris semiargus semiargus
- Cyaniris semiargus altaiana (Tutt, 1909)
- Cyaniris semiargus amurensis (Tutt, 1909)
- Cyaniris semiargus atra (Grum-Grshimailo, 1885)
- Cyaniris semiargus jiadengyunus (Huang & Murayama, 1992)
- Cyaniris semiargus maroccana (Lucas, 1920
- Cyaniris semiargus tartessus (Gil-T. & Huertas, 2007)
- Cyaniris semiargus transiens Melcon, 1910
- Cyaniris semiargus uralensis (Tutt, 1909)